# Graphiurus kelleni
Graphiurus kelleni és una espècie de mamífer rosegador esciüromorf de la família Gliridae.

## Distribució
Es troba en Angola, Burkina Faso, Camerun, la República Centreafricana, la República Democràtica del Congo, Gàmbia, Kenya, Mali, Nigèria, Níger, el Senegal, Tanzània i Uganda.

## Hàbitat
Els seus hàbitats naturals són els boscos secs i la sabana seca i humida, tant subtropical com tropical en ambdós casos.